# 四川新木姜子
四川新木姜子（学名：Neolitsea sutchuanensis），为樟科新木姜子属下的一个植物种。